# Gerbera
Genre
Classification phylogénétique
Gerbera est un genre de plantes à fleurs de la famille des Asteraceae. Ses espèces sont souvent utilisées comme plantes ornementales. Il a été nommé ainsi en hommage au naturaliste allemand Traugott Gerber, ami de Carl von Linné. Dans le langage des fleurs, la signification du gerbera est l'amour profond, les tendres pensées.

## Description

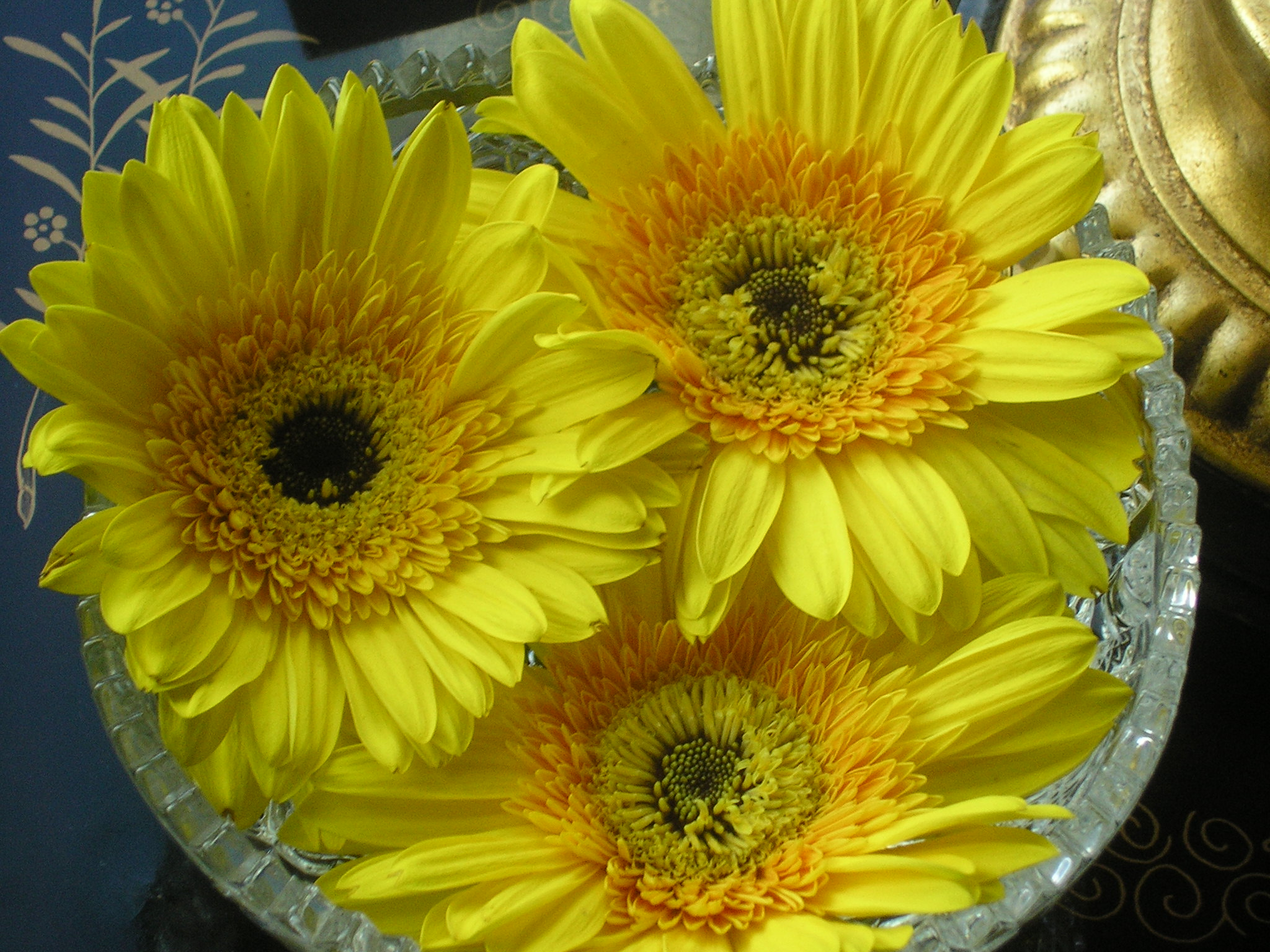
Gerbera flottant sur l'eau.

Il existe environ 30 espèces de Gerbera, originaires d'Amérique du Sud, d'Afrique, Madagascar, et d'Asie. Certaines espèces de fleurs coupées sont apparues chez les fleuristes dans les années 1970.

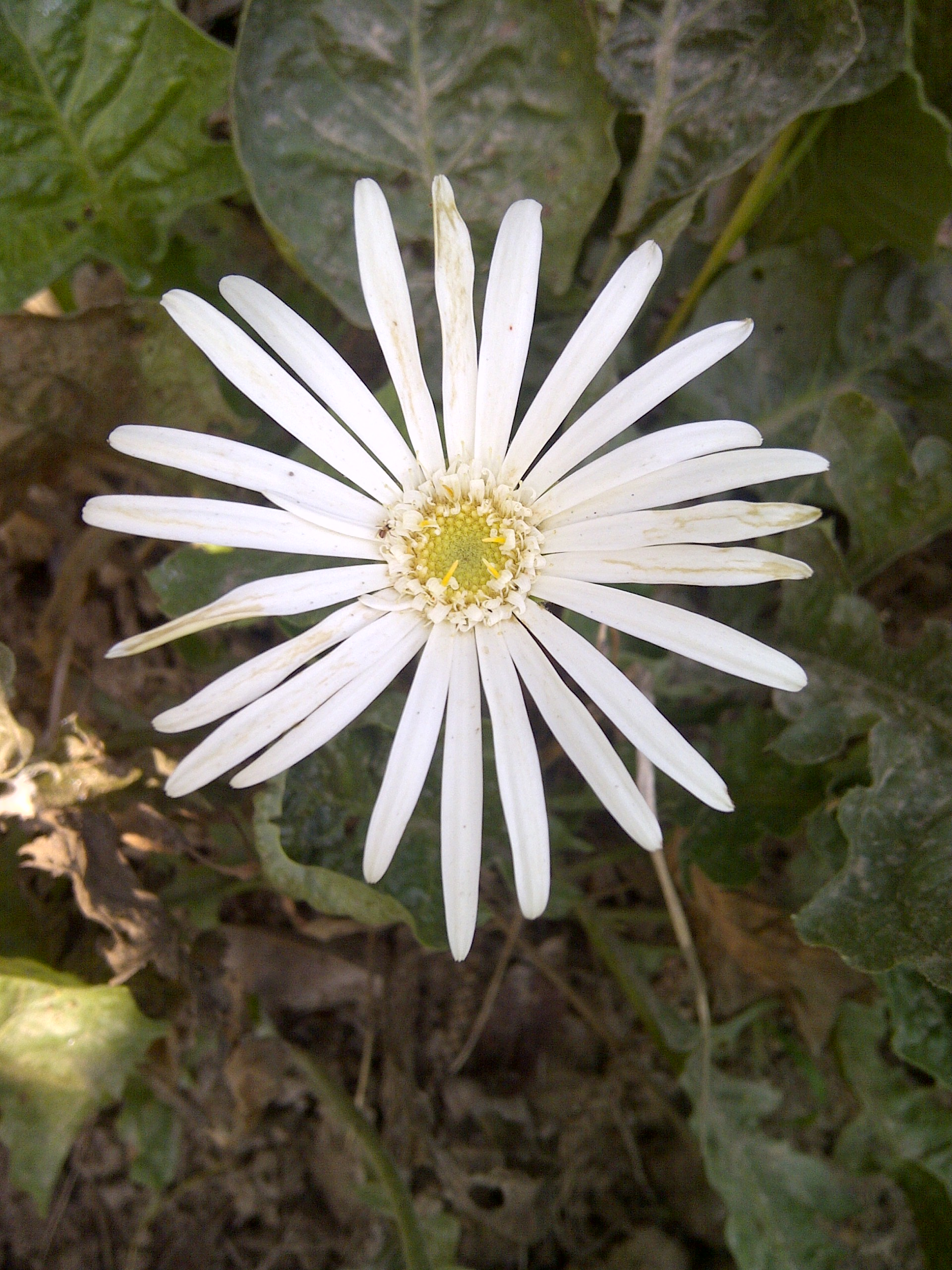
Gerbera.

Ces espèces présentent un large capitule de 8 à 12 cm ressemblant à celui des marguerites, aux couleurs vives ou pastel. Il y a généralement deux rangées de fleurons ligulés en périphérie, de couleur jaune, orange, blanche, rose ou rouge.

## Utilisation
Certaines espèces de Gerbera sont très populaires. Elles peuvent être utilisées en pot dans les jardins aussi bien qu'en fleurs coupées. Les cultivars les plus répandus sont des croisements de Gerbera jamesonii et de Gerbera viridifolia, tous deux originaires d'Afrique du Sud. Le résultat du croisement est parfois appelé « Gerbera hybrida », terme à éviter. Des milliers de cultivars existent variant en forme, taille et couleurs (blanc, jaune, orange, rouge et rose). Le centre de la fleur est parfois noir. Et souvent une même fleur a des pétales de couleurs différentes.
D'un point de vue commercial, les espèces de Gerbera constituent un groupe important. C'est le cinquième groupe de fleurs coupées au monde (après les roses, les œillets, les chrysanthèmes, et les tulipes). Certains Gerbera sont aussi utilisés comme organisme modèle dans les études de biologie. Les Pays-Bas sont les plus importants producteurs de Gerberas d'Europe, avec près de 300 ha de serres.
Certains Gerbera contiennent naturellement des dérivés de coumarine.

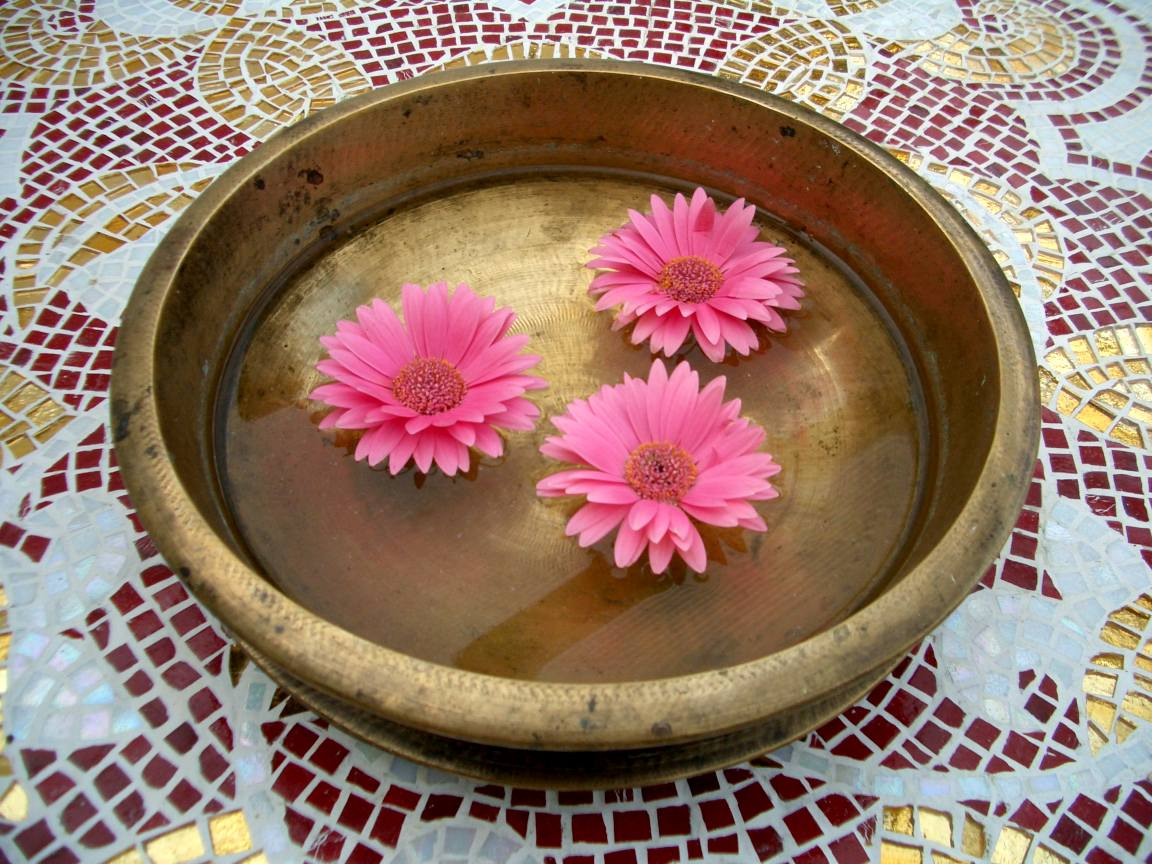
Cultivar.
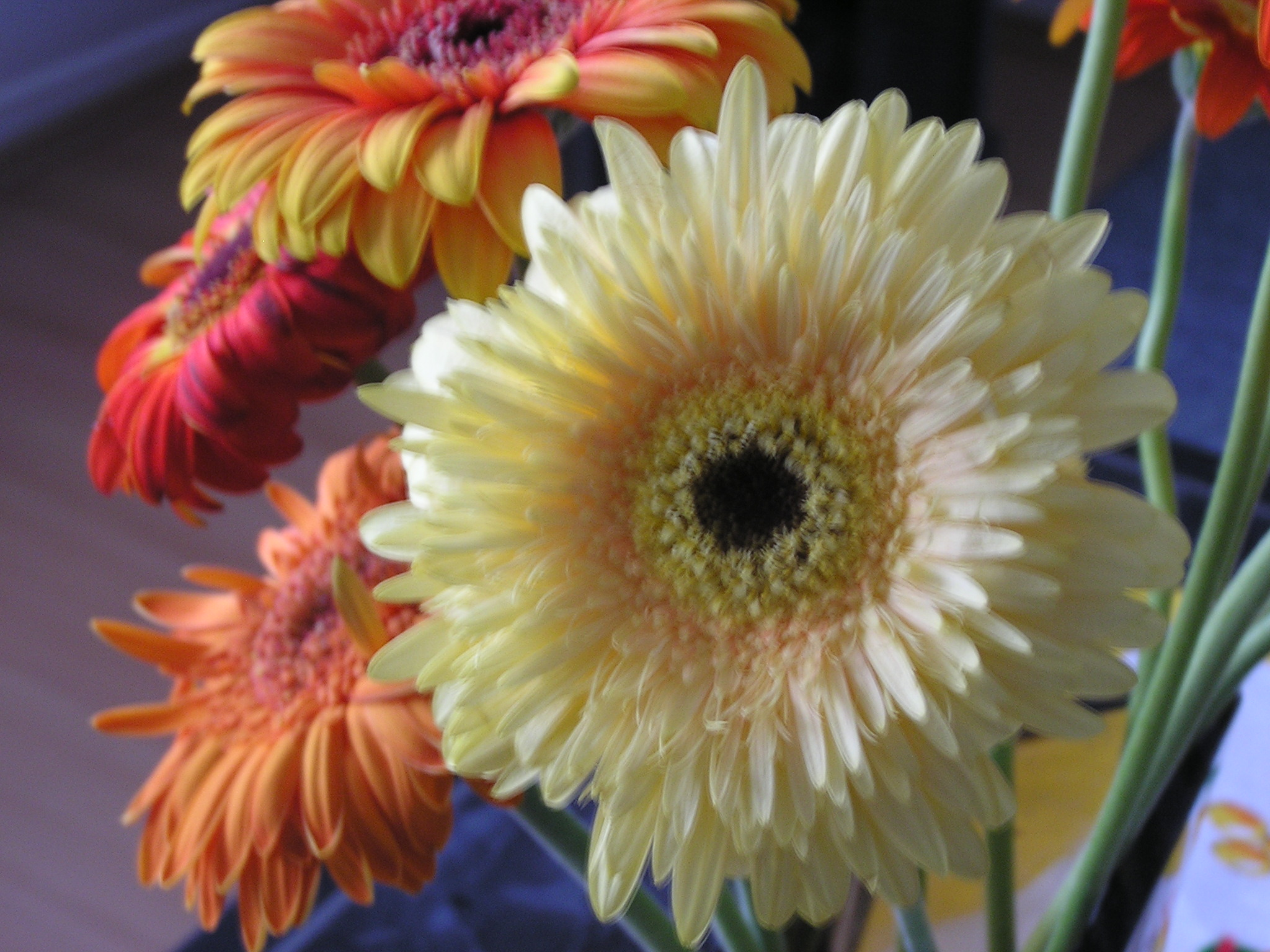
Cultivar.
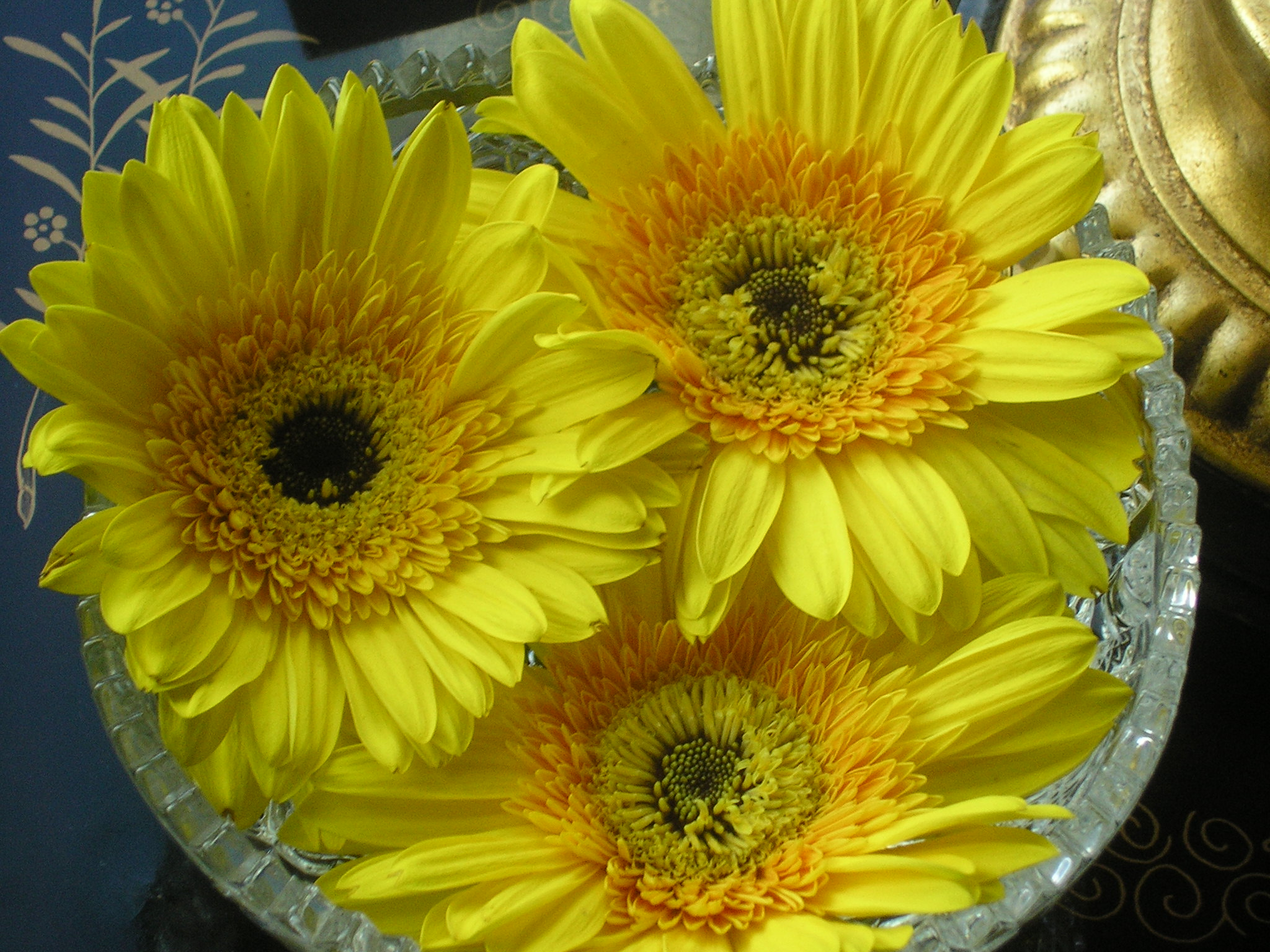
Cultivar.
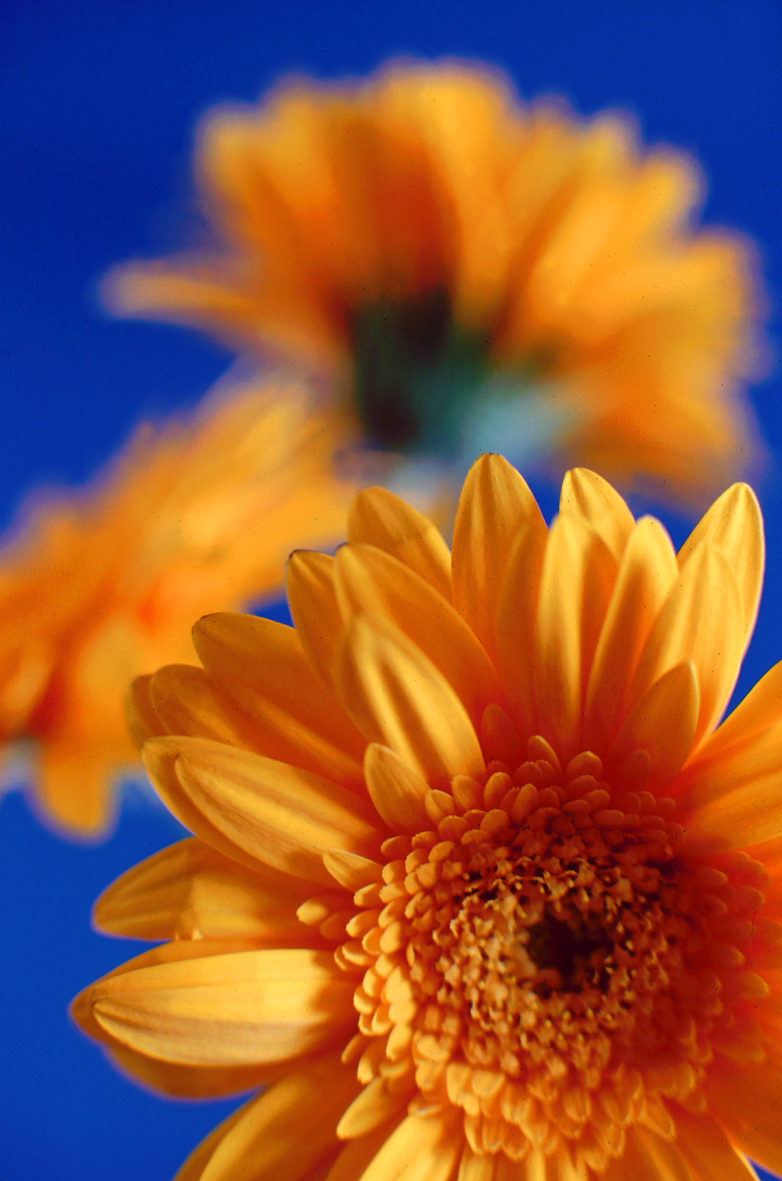
Cultivar.

## Liste d'espèces
- Gerbera ambigua (Cass.) Sch.Bip.
- Gerbera aurantiaca Sch.Bip.
- Gerbera bojeri (DC.) Sch.Bip.
- Gerbera bonatiana (Beauverd) Beauverd
- Gerbera crocea (L.) Kuntze
- Gerbera connata Y.Q.Tseng
- Gerbera cordata (Thunb.) Less.
- Gerbera curvisquama Hand.-Mazz.
- Gerbera delavayi Franch.
- Gerbera diversifolia Humbert
- Gerbera elliptica Humbert
- Gerbera emirnensis Baker
- Gerbera ferruginea DC.
- Gerbera galpinii Klatt
- Gerbera hypochaeridoides Baker
- Gerbera jamesonii Bolus ex Hook.f.
- Gerbera lanuginosa Benth.
- Gerbera latiligulata Y.Q.Tseng
- Gerbera leandrii Humbert
- Gerbera lijiangensis Y.Q.Tseng
- Gerbera linnaei Cass.
- Gerbera macrocephala Y.Q.Tseng
- Gerbera maxima (D.Don) Beauverd
- Gerbera nivea (DC.) Sch.Bip.
- Gerbera parva N.E.Br.
- Gerbera perrieri Humbert
- Gerbera petasitifolia Humbert
- Gerbera piloselloides (L.) Cass.
- Gerbera pterodonta Y.Q.Tseng
- Gerbera raphanifolia Franch.
- Gerbera ruficoma Franch.
- Gerbera saxatilis C.C.Chang ex Y.Q.Tseng
- Gerbera serotina Beauverd
- Gerbera tomentosa DC.
- Gerbera viridifolia (DC.) Sch.Bip.
- Gerbera wrightii Harv.

## Pollution intérieure
Gerbera est un genre de plante dépolluante. Ses espèces absorbent le benzène provenant par exemple de la fumée de cigarette.